# オスカー・ギャンブル
オスカー・チャールズ・ギャンブル（Oscar Charles Gamble, 1949年12月20日 - 2018年1月31日）は、アメリカ合衆国・アラバマ州出身の、MLBで活躍した元プロ野球選手。
"Big O"という愛称で知られた。

## 略歴

### シカゴ・カブス時代
1968年6月7日にシカゴ・カブスからドラフト16巡目で指名を受け、6月18日に選手契約を結んだ。1969年8月27日にカブスでメジャーデビューを果たした。1969年は24試合に出場し、打率.225・1本塁打・5打点という成績を記録。

### フィラデルフィア・フィリーズ時代
1969年の11月17日にディック・セルマ投手と共にフィラデルフィア・フィリーズにトレードされた（このトレードでフィリーズはジョニー・カリソン外野手をカブスに放出。更に翌1970年の1月にラリー・コルトン投手をカブスへと放出し、トレードが完了した）。1970年はフィリーズで88試合に出場したが、打率.262・1本塁打・19打点・5盗塁という成績しか残せなかった。1971年は、若干ながら出場機会が増え、打率こそ.223という低打率に終わったが、6本塁打・23打点という数字はいずれも1970年のものを上回った。しかし、1972年は74試合に出場したものの、打数は前の2年間と比較すると100以上も減少。打撃成績も打率.237・1本塁打・13打点という低水準なものに終わった。

### クリーブランド・インディアンス時代
1972年11月30日にロジャー・フリード外野手と共に、クリーブランド・インディアンスへとトレードされる事に（トレードでフィリーズに加入したのはデル・アンサー外野手とマイナーリーグ選手のテリー・ウェッジウッド）。移籍1年目の1973年は、主に指名打者として113試合に出場。打率.267・20本塁打・44打点という成績を残し、自身初の20本塁打をクリアするなど、パワーを発揮した。続く1974年も、指名打者中心に135試合に出場。規定打席に到達し、打率.291・19本塁打・59打点という安定した成績を残した。因みに1974年はギャンブルにとって、唯一の規定打席に到達したシーズンとなった。1975年は、軒並み打撃成績は低下したが、一方で自身初の2ケタ盗塁（11盗塁）を記録した。

### ニューヨーク・ヤンキース時代
1975年11月22日に、パット・ドブソン投手との交換でニューヨーク・ヤンキースへとトレード移籍する事になった。インディアンスでは主に指名打者として試合に出場していたが、ヤンキースへ来てからはライトがメインの出場となった。その移籍1年目となる1976年は、110試合の出場で17本塁打を放ち、相変わらずのパワーを見せ付けた。

### シカゴ・ホワイトソックス時代
1977年4月5日にマイナーリーグ選手のボブ・ポリンスキー、ラマー・ホイト投手、そして200,000ドルと共に、バッキー・デント遊撃手と交換でシカゴ・ホワイトソックスへと放出。ヤンキースに在籍したのはわずか1年だった。しかし、1977年はギャンブルにとって自己最高といっていいシーズンになった。6月終了時点で63試合の出場で、13本塁打と前年を大きく上回るペースでホームランを生産。その勢いは7月に入っても止まるところを知らず、残りのシーズンで74試合に出場し、打率.329・18本塁打・50打点・OPS1.056と打ちまくった。そして、最終的には打率.297・31本塁打・83打点という好成績をマーク。シーズン終了後のMVP投票でも票数こそ少なかったものの、29位にランクインした。因みに、1977年は13.2打数に1本のペースでホームランを放っており、これはリーグ1位の数字である（1977年のギャンブルは規定打席には届いていないが、残りの打席全てが凡退だったと仮定してもリーグトップとなるため、記録上もリーグ1位として扱われる）。そして、シーズン終了後の10月28日にFAとなった。

### サンディエゴ・パドレス時代
同年11月29日にサンディエゴ・パドレスと契約を結んだ。前年に31本塁打を放っていた為、パドレスでも主砲として期待された。しかし、1978年のシーズンは126試合の出場で打率.275・7本塁打・47打点と、期待を大きく裏切った。

### テキサス･レンジャーズ時代
1978年10月25日にデーブ・ロバーツ三塁手と共にテキサス・レンジャーズにトレードされた（トレード相手はマイク・ハーグローブ一塁手、マーク・ベバッカ三塁手、ビル・フェイヒー捕手の3選手）。レンジャーズ移籍1年目となる1979年は、ホームランこそ少なかったものの、64試合で打率.335・8本塁打・32打点と大爆発した。

### 再びヤンキースへ
大活躍していたギャンブルだったが、シーズン中の8月1日の大型トレードで古巣のヤンキースへ復帰する事になった（ギャンブルと共にヤンキースに移籍したのは、後日に決定したマイナーリーグ選手のエイモス・ルイス。その交換相手は、こちらも後日決定となったミッキー・リバース外野手。更に同年の10月8日にトレードの続きが行われた。レンジャーズはレイ・フォンテノー、ジーン・ネルソン両投手をヤンキースへ放出。ヤンキースがいずれもマイナーリーグ選手のニール・マーシュ、マーク・ソフティ、それに以前ギャンブル絡みのトレードでヤンキースへ移籍していたボブ・ポリンスキーの3選手をレンジャーズへ放出。これによってトレードが完了した）。レンジャーズに所属していた時でさえ、大いに打っていたギャンブルだったが、ヤンキース移籍後は打撃好調に拍車が掛かった。移籍後はわずか36試合にしか出場していないにもかかわらず、打率.389・11本塁打・32打点というハイペースで打ちまくった。1979年の2チーム通算成績は100試合の出場で、打率.358・19本塁打・64打点という成績だった。翌1980年は、1年間通じてヤンキースでプレイ。流石に1979年ほどの打率は残せなかったものの、78試合の出場で14本塁打を放つなど、持ち前の長打力は存分に発揮した。続く1981年もヤンキースに所属。80試合の出場で10本塁打と、ホームランこそまずまずのペースで打っていたが、打率は.238と振るわなかった。1982年は、3年ぶりに100試合以上に出場（108試合）。打率.272・18本塁打・57打点・6盗塁と復調した。1983年は、5年ぶりに本塁打が10を下回った。そして、シーズンオフの11月7日にFAとなったが、1984年4月17日にヤンキースと再契約を結んだ。その1984年は、10本塁打をクリアしたが、打率は.200を下回るなど、年齢的にも衰えが感じられるシーズンとなった。

### 再びホワイトソックスへ、そして引退
1984年11月8日に自身3度目のFAとなった。そして、年明けの1985年3月23日に古巣のホワイトソックスと契約を結んだ。しかし、8月12日にホワイトソックスを解雇された。結局、解雇されるまでに70試合に出場したが、打率.203・4本塁打・20打点という成績に終わった。その後、所属先を見つけられぬまま、現役を退くことになった。

## 選手としての特徴
20本塁打を超えたのは2度だけだが、350打数未満で15本以上のホームランを放ったシーズンが5度もあり、200打数未満で2ケタ本塁打を打ったことが3度もある。通算では22.5打数に1本の割合でホームランを放っている。
守備面では、外野手としての出場が818試合で、他には一塁手として1試合に出場したことがあるだけである。指名打者としての試合出場も561試合ある。
走塁面では1975年に11盗塁を記録したことがある。
左投手に弱いとされていた。
グリップを膝上ほどに乗せた極端に屈んだバッティングスタンス、帽子からはみ出るアフロヘアーといった特徴は一度見たら忘れられない選手であった。
スタンス通りローボールヒッターとして知られていたという。

## 詳細情報

### 年度別打撃成績
| 年 度      | 球 団      | 試 合 | 打 席 | 打 数 | 得 点 | 安 打 | 二 塁 打 | 三 塁 打 | 本 塁 打 | 塁 打 | 打 点 | 盗 塁 | 盗 塁 死 | 犠 打 | 犠 飛 | 四 球 | 敬 遠 | 死 球 | 三 振 | 併 殺 打 | 打 率 | 出 塁 率 | 長 打 率 | O P S |
| ---------- | ---------- | ----- | ----- | ----- | ----- | ----- | -------- | -------- | -------- | ----- | ----- | ----- | -------- | ----- | ----- | ----- | ----- | ----- | ----- | -------- | ----- | -------- | -------- | ----- |
| 1969       | CHC        | 24    | 81    | 71    | 6     | 16    | 1        | 1        | 1        | 22    | 5     | 0     | 2        | 0     | 0     | 10    | 1     | 0     | 12    | 1        | .225  | .321     | .310     | .631  |
| 1970       | PHI        | 88    | 305   | 275   | 31    | 72    | 12       | 4        | 1        | 95    | 19    | 5     | 4        | 2     | 0     | 27    | 3     | 1     | 37    | 8        | .262  | .330     | .345     | .675  |
| 1971       | PHI        | 92    | 309   | 280   | 24    | 62    | 11       | 1        | 6        | 93    | 23    | 5     | 2        | 3     | 4     | 21    | 2     | 1     | 35    | 1        | .221  | .275     | .332     | .607  |
| 1972       | PHI        | 74    | 157   | 135   | 17    | 32    | 5        | 2        | 1        | 44    | 13    | 0     | 1        | 0     | 2     | 19    | 0     | 1     | 16    | 4        | .237  | .331     | .326     | .657  |
| 1973       | CLE        | 113   | 432   | 390   | 56    | 104   | 11       | 3        | 20       | 181   | 44    | 3     | 4        | 3     | 2     | 34    | 1     | 3     | 37    | 4        | .267  | .329     | .464     | .793  |
| 1974       | CLE        | 135   | 509   | 454   | 74    | 132   | 16       | 4        | 19       | 213   | 59    | 5     | 6        | 0     | 2     | 48    | 10    | 5     | 51    | 7        | .291  | .363     | .469     | .833  |
| 1975       | CLE        | 121   | 405   | 348   | 60    | 91    | 16       | 3        | 15       | 158   | 45    | 11    | 5        | 1     | 1     | 53    | 4     | 2     | 39    | 8        | .261  | .361     | .454     | .815  |
| 1976       | NYY        | 110   | 384   | 340   | 43    | 79    | 13       | 1        | 17       | 145   | 57    | 5     | 3        | 2     | 0     | 38    | 4     | 4     | 38    | 4        | .232  | .317     | .426     | .743  |
| 1977       | CHW        | 137   | 470   | 408   | 75    | 121   | 22       | 2        | 31       | 240   | 83    | 1     | 2        | 1     | 1     | 54    | 2     | 6     | 54    | 3        | .297  | .386     | .588     | .974  |
| 1978       | SD         | 126   | 437   | 375   | 46    | 103   | 15       | 3        | 7        | 145   | 47    | 1     | 2        | 0     | 5     | 51    | 11    | 6     | 45    | 2        | .275  | .366     | .387     | .753  |
| 1979       | TEX        | 64    | 201   | 161   | 27    | 54    | 6        | 0        | 8        | 84    | 32    | 2     | 1        | 0     | 2     | 37    | 11    | 1     | 15    | 6        | .335  | .458     | .522     | .979  |
| 1979       | NYY        | 36    | 126   | 113   | 21    | 44    | 4        | 1        | 11       | 83    | 32    | 0     | 0        | 0     | 0     | 13    | 1     | 0     | 13    | 1        | .389  | .452     | .735     | 1.187 |
| '79計      | NYY        | 100   | 327   | 274   | 48    | 98    | 10       | 1        | 19       | 167   | 64    | 2     | 1        | 0     | 2     | 50    | 12    | 1     | 28    | 7        | .358  | .456     | .609     | 1.065 |
| 1980       | NYY        | 78    | 229   | 194   | 40    | 54    | 10       | 2        | 14       | 110   | 50    | 2     | 0        | 0     | 3     | 28    | 4     | 4     | 21    | 2        | .278  | .376     | .567     | .943  |
| 1981       | NYY        | 80    | 227   | 189   | 24    | 45    | 8        | 0        | 10       | 83    | 27    | 0     | 2        | 0     | 2     | 35    | 2     | 1     | 23    | 4        | .238  | .357     | .439     | .796  |
| 1982       | NYY        | 108   | 382   | 316   | 49    | 86    | 21       | 2        | 18       | 165   | 57    | 6     | 3        | 0     | 4     | 58    | 2     | 4     | 47    | 4        | .272  | .387     | .522     | .910  |
| 1983       | NYY        | 74    | 208   | 180   | 26    | 47    | 10       | 2        | 7        | 82    | 26    | 0     | 0        | 0     | 0     | 25    | 1     | 3     | 23    | 3        | .261  | .361     | .456     | .816  |
| 1984       | NYY        | 54    | 151   | 125   | 17    | 23    | 2        | 0        | 10       | 55    | 27    | 1     | 0        | 0     | 1     | 25    | 0     | 0     | 18    | 1        | .184  | .318     | .440     | .758  |
| 1985       | CHW        | 70    | 184   | 148   | 20    | 30    | 5        | 0        | 4        | 47    | 20    | 0     | 0        | 0     | 1     | 34    | 3     | 1     | 22    | 1        | .203  | .353     | .318     | .671  |
| 通算：17年 | 通算：17年 | 1584  | 5197  | 4502  | 656   | 1195  | 188      | 31       | 200      | 2045  | 666   | 47    | 37       | 12    | 30    | 610   | 62    | 43    | 546   | 64       | .265  | .356     | .454     | .811  |